# Liste der württembergischen Gesandten in Bayern
Dies ist eine Liste der württembergischen Gesandten in Bayern.

## Gesandte
1742: Aufnahme diplomatischer Beziehungen
...
- 1815–1816: Friedrich August Gremp von Freudenstein (1783–)
- 1816–1817: Peter von Gallatin (1785–1833)
- 1817–1821: Friedrich August Gremp von Freudenstein
- 1821–1844: Philipp Moritz von Schmitz-Grollenburg (1765–1849)
- 1844–1868: Ferdinand Christoph von Degenfeld-Schonburg (1802–1876)
- 1868–1906: Oskar von Soden (1831–1906)
- 1906–1909: Rudolf Moser von Filseck (1840–1909)
- 1909–1933: Carl Moser von Filseck (1869–1949)

1933: Auflösung der Gesandtschaft